# 新井裕 (エコロジスト)
新井 裕（あらい ゆたか、1948年 - ）は、エコロジスト、トンボ研究家。

## 来歴
東京都生まれ。明治大学農学部卒業。埼玉県農林部の研究職員を28年勤めたあと早期退職し「NPO法人むさしの里山研究会」を設立、里山保全活動に専念。

## 著書
- 『トンボの不思議』どうぶつ社 2001　丸善出版 2013
- 『里山再興と環境NPO トンボ公園づくりの現場から』信山社サイテック 2004
- 『トンボ入門』どうぶつ社 2004
- 『赤とんぼの謎』どうぶつ社 2007
- 『田んぼの生きものたち　赤とんぼ』文・写真 農山漁村文化協会 2009